# Nick Holmes

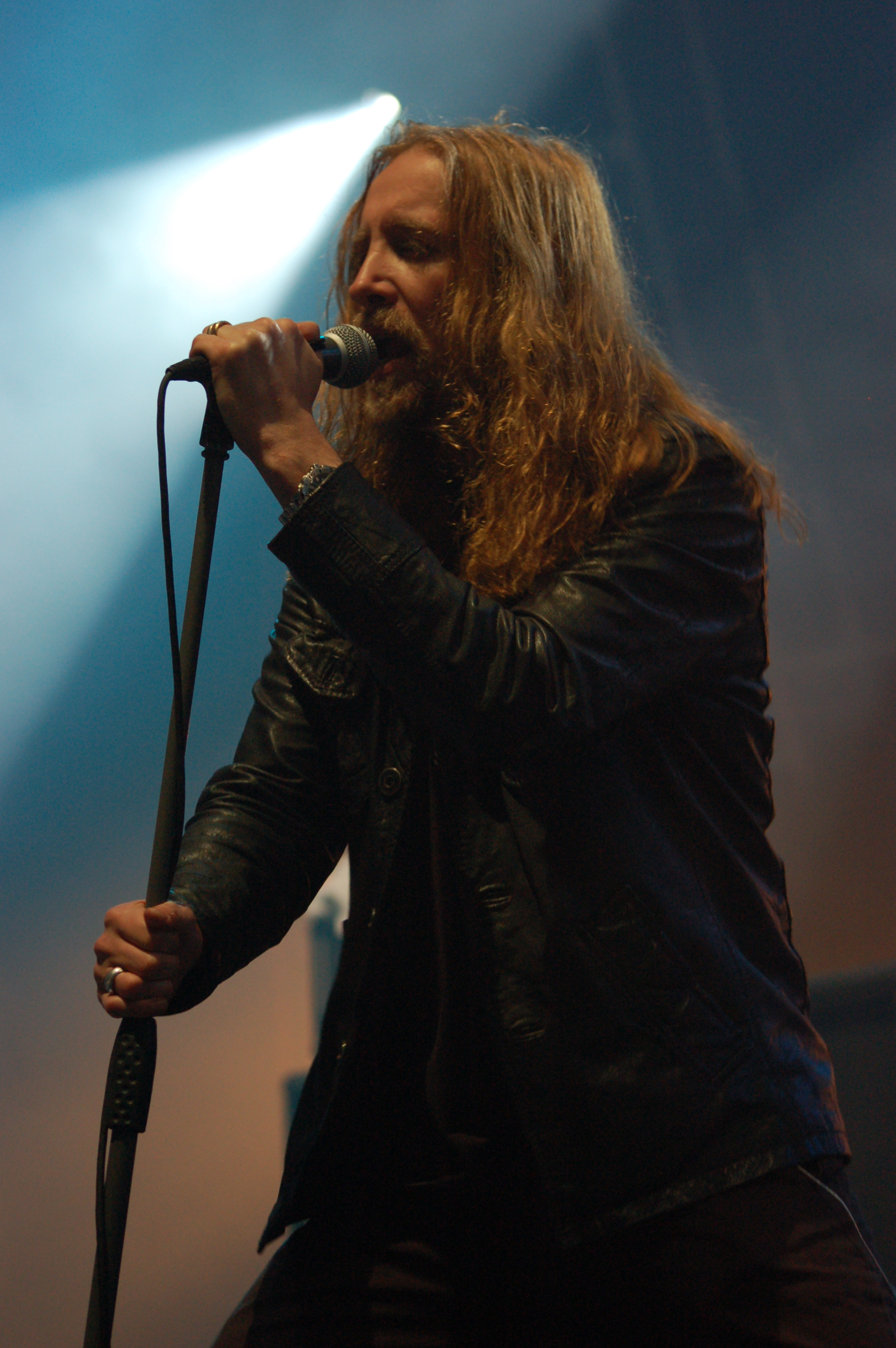
Nick Holmes (2007)

Nick Holmes (7 januari 1971) is een Britse zanger. Hij is bekend als zanger van de metalband Paradise Lost.
Holmes richtte Paradise Lost op in 1988. Hij was toen zeventien jaar en net klaar met de middelbare school. Kenmerkend voor zijn zang was aanvankelijk een diepe grunt, zoals te horen valt op het eerste album, Lost Paradise. Op latere albums bracht Holmes meer reguliere zangpartijen in.
In september 2014 werd bekend dat Holmes Mikael Akerfeldt zou vervangen als zanger van Bloodbath.
- Gemeinsame Normdatei: 1081552670
- International Standard Name Identifier: 0000 0001 3332 4675
- MusicBrainz: c77bf917-f24d-4e91-a140-12d1707f4428
- Nationale Bibliotheek van Tsjechië: xx0088111
- Virtual International Authority File: 85886364
- WorldCat: E39PBJbRmmj7kfyFtFcgrPKWXd